# Apatura juno
Apatura juno är en fjärilsart som beskrevs av Le Moult 1947. Apatura juno ingår i släktet Apatura och familjen praktfjärilar. Inga underarter finns listade i Catalogue of Life.